# William Stoddard
William O. Stoddard (1835-1925) était l'assistant secrétaire d'Abraham Lincoln pendant son premier mandat présidentiel. Né dans l'État de New York, il fut écrivain, historien, inventeur et travailla également comme éditeur de la Central Illinois Gazette.